# Championnat du Maroc de football de deuxième division 2012-2013
Navigation
Botola 2
2011-2012 Botola 2
2013-2014
Le Championnat du Maroc de football D2 2012-2013 est la 57e édition du championnat du Maroc de football D2. Elle oppose 16 clubs regroupées au sein d'une poule unique où les équipes se rencontrent deux fois, à domicile et à l'extérieur. En fin de saison, les Deux derniers sont relégués et remplacés par les Deux meilleurs clubs de GNFA1, la troisième division marocaine. C'est leKawkab de Marrakech qui remporte le championnat.
La saison débute le samedi 15 septembre 2012.
Les deux premières places sont qualificatives à la Botola Pro 2013-2014.

## Les clubs de l'édition 2012-2013
Légende des couleurs
- Promu du GNF 1
- Relégué de GNFA 1

| Club                               | Classement 2010-2011 | Entraîneur        | Stade                         | Capacité |
| ---------------------------------- | -------------------- | ----------------- | ----------------------------- | -------- |
| Jeunesse sportive El Massira       | 15                   |                   | Stade Sheikh-Mohamed-Laghdaf  | 20 000   |
| Ittihad Khémisset                  | 16                   |                   | Stade du 18-Novembre          | 10 000   |
| Union Aït Melloul                  | 3                    | Mbarek El Kadani  | Stade municipal d'Aït Melloul | 5 000    |
| Club Athletic Youssoufia Berrechid | 4                    | -                 | Stade municipal de Berrechid  | 5 000    |
| TAS de Casablanca                  | 5                    | -                 | Stade Larbi Zaouli            | 30 000   |
| Mouloudia Club d'Oujda             | 6                    | -                 | Stade d'honneur d'Oujda       | 35 000   |
| Union de Mohammédia                | 7                    | -                 | Stade El Bachir               | 10 000   |
| Chabab Houara                      | 8                    | -                 | Stade du 16-Novembre          | 8 000    |
| Rachad Bernoussi                   | 9                    | -                 | Complexe Bernoussi            | 10 000   |
| Racing de Casablanca               | 10                   | -                 | Stade Père-Jégo               | 10 000   |
| IR Tanger                          | 11                   | -                 | Stade Ibn Batouta             | 45 000   |
| AS Salé                            | 12                   | Oughni et Ouchlla | Stade Boubker-Ammar           | 10 000   |
| Union sportive Témara              | 13                   | -                 | Stade Yacoub El Mansour       | 5 000    |
| Stade marocain                     | 14                   | -                 | Stade Ahmed Chhoude           | 2 500    |
| USM Oujda                          | 1 (Nord)             | -                 | Stade municipal d'Oujda       | 10 000   |
| Olympique Marrakech                | 1 (Sud)              | -                 | Stade Sidi-Youssef-Ben-Ali    | 5000     |